# دوریس دین
دوریس دین (انگلیسی: Doris Deane؛ ‏ ۲۰ ژانویهٔ ۱۹۰۱ – ۲۴ مارس ۱۹۷۴) بازیگر اهل ایالات متحده آمریکا بود. وی بین سال‌های ۱۹۱۹ تا ۱۹۵۰ میلادی فعالیت می‌کرد. او بازیگر نقش مکمل در مقابل اَل سنت جان بود.
از فیلم‌هایی که وی در آن نقش داشته‌است، می‌توان به بگومگوهای زن‌وشوهری، هفت شانس، آیرن میول و پخمه، ولی جسور اشاره کرد.